# 帝國浩劫：美國內戰
《帝國浩劫：美國內戰》（英語：Civil War）是一部2024年英美合拍的反烏托邦驚悚片，由亞力克斯·嘉蘭編導，A24發行，主演陣容包括克絲汀·鄧斯特、華格納·莫拉、卡莉·史派妮、史蒂芬·麥金利·亨德森、水野索諾亞及尼克·奧佛曼。電影講述美國在不久的將來，爆發了影響全國的內戰，一隊記者穿越戰線並設法生存下來。
《帝國浩劫：美國內戰》2024年4月12日在英國和美國上映，影評界口碑普遍正面，全球票房超過1.2億美元。

## 劇情

电影中内战的各方势力
忠诚州（美国）
西部力量
佛罗里达联盟
新人民军

一場介於第三任期總統領導的聯邦政府與多個分離主義陣營之間的內戰在全美爆發。雖然總統聲稱政府正在取得勝利，但事實上，由加州與德州領導的起義軍“西部力量”（Western Forces, WF）已逼近首都華盛頓，其淪陷只是時間問題。
在紐約市的一場自殺式炸彈襲擊中生存下來後，戰地攝影記者李·史密斯與其記者同事喬爾晚間在酒店與他們的導師薩米會面。他們計畫隔天前往華盛頓採訪四面楚歌的總統，薩米以政府軍會無差別射殺他人為由勸阻，但李和喬爾決意前往。薩米最終妥協並表示他希望加入兩人以先繞道進入弗吉尼亞州夏洛茨維爾的前線，李和喬爾同意他的請求。隔天出發時，李之前在炸彈攻擊中認識的年輕攝影師潔西·庫倫也上了他們的車。離開紐約市，四人在一間由多名武裝份子把守的加油站稍作停留。潔西則在加油站後方的洗車店發現兩個深受私刑折磨的人，跟隨的其中一名槍手聲稱兩人為盜賊。潔西看到此景不知所措，李隨後到場為槍手拍照以緩和緊張氣氛。潔西之後因剛才過於恐懼未能拍下照片而自責。
在一處戰場附近過夜後，四人於翌日跟隨拍攝一支分離主義武裝小隊攻克一幢由政府軍死守的大樓。李看見潔西的潛力，在其中開導她，而潔西也用相機記錄三名政府軍被俘虜並被當場處決的瞬間。四人在一處難民營休息後經過一座小鎮，此處有武裝把守，但居民不聞戰事並試圖復原戰前的美好生活。離開小鎮，四人又在一處廢棄的聖誕主題市集捲入一場狙擊戰。喬爾詢問附近狙擊手觀察員的所在陣營，後者沒有回答並嘲諷喬爾，表示他們現在的情況只為殺死對面的敵方。潔西此時也開始無懼暴力，攝影手法逐漸進步並為狙擊手拍下多張照片。
隨之狙擊手掃清障礙，四人繼續前行並在途中遇到先前認識的兩名香港同行東尼與博海。托尼之後與潔西互相換乘對方車輛，博海載著潔西超車先行。但當追上的時候，李一行人發現一夥武裝民兵挾持潔西和博海並正將大量平民的遺體投入亂葬崗。除薩米之外，李、喬爾和托尼到場試圖說服民兵放人，卻被對方頭領反問眾人的美國成分，博海和托尼因“不是正統美國人，而是中國人”，而先後被槍決。就在雙方對峙時，薩米駕駛汽車衝入現場撞倒民兵，眾人趁機逃脫，但薩米也中槍受傷，在到達夏洛特斯維爾的西部力量基地之後傷重不治。其他三人陷入悲痛之中的同時也得知多數政府軍已投降的消息，現今華盛頓只有一小部分兵力與特勤局人員保衛總統。喬爾借酒澆愁，痛訴薩米死得毫無意義，一旁的李則安慰潔西稱薩米願意為此殉職。李之後內心煎熬為薩米拍下照片，但最終還是放棄並將其刪除。
三人接著啟程，跟隨西部力量部隊進入華盛頓記錄這場戰役。此時的潔西為了拍照時常忘我暴露在槍火中，而李則深受創傷後壓力症之苦。他們接著來到白宮的防禦工事，其被西部力量部隊突破，而白宮中一支包含總統座駕的車隊試圖突圍但失敗，車上人員被全數殲滅。李發現總統未在車上，遂告訴喬爾和潔西進入白宮繼續尋找。一支武裝小隊也發現他們的走向並跟隨其後。
來到白宮，眾人看到多具自殺的人員屍體。途中有特勤局特工試圖與小隊談判向其投降並請求保住總統性命，但遭到對方擊斃，雙方陣營隨之爆發激烈交火。潔西為拍攝照片走向交火中心，李及時將她救下，但也因此被特勤局特工擊斃。喬爾扶起一臉茫然的潔西，二人跟隨小隊來到橢圓辦公室，士兵拖曳出躲在辦公桌下的總統並準備將其擊斃。喬爾先制止他們以讓總統說出一句遺言，在得到「別讓他們殺我」的滿意答覆後即看著總統死在士兵槍下。最後，這支武裝小隊擺著姿勢，在潔西的鏡頭前與總統遺體合照紀念。

## 演員
- 克絲汀·鄧斯特飾演李·史密斯（Lee Smith）[4]，来自科罗拉多州的知名战地摄影记者，也是最年轻的玛格南图片社成员
- 華格納·莫拉飾演喬爾（Joel），来自佛罗里达州的路透社记者，也是李的同事
- 卡莉·史派妮飾演洁西·库伦（Jessie Cullen），来自密苏里州的新晋摄影师
- 史蒂芬·麥金利·亨德森（英语：Stephen McKinley Henderson）飾演萨米（Sammy），《纽约时报》资深记者，也是李的导师
- 尼克·奧佛曼饰演美国总统[4]，其违反宪法开启第三任期以进行独裁统治
- 水野索諾亞飾演安雅（Anya），「西部力量」的隨軍記者（英语：Embedded journalism）
- 傑佛森·懷特（英语：Jefferson White）飾演戴夫（Dave），安雅的摄像师（英语：Camera operator）
- 卡爾·葛魯斯曼飾演狙擊手觀察員
- 河镇（英语：Jin Ha）飾演狙擊手
- 李志傑（英语：Nelson Lee）饰演托尼（Tony），香港记者，与李和乔尔为好友
- 埃文·赖（Evan Lai）饰演博海（Bohai），香港记者，托尼的同事
- 喬妮卡·T·吉布斯（英语：Jonica T. Gibbs）飾演「西部力量」白宮軍士
- 胡安妮·费利斯（英语：Juani Feliz）飾演乔伊·巴特勒（Joy Butler），特勤局特工
- 傑西·普萊蒙飾演一名种族主义[6]与极端民族主义民兵，在本片中未挂名[7][8]

## 製作
2022年1月，據報導，亞力克斯·嘉蘭再度與A24合作，自編自導電影《帝國浩劫：美國內戰》，克絲汀·鄧斯特、華格納·莫拉、史蒂芬·麥金利·亨德森和卡莉·史派妮已簽約參演。卡爾·葛魯斯曼於4月加入演出陣容。嘉蘭在5月接受《每日电讯报》採訪時，將本片形容為《們》（2022年）的姊妹作，並補充：「電影設定在距離我足夠遠、不確定的某未來時間點，足以讓我自由發揮，更成為我們當今兩極分化困境的科幻寓言。」水野索諾亞也已參演本片。
本片2022年3月15日在亞特蘭大開拍。5月，劇組移至英國倫敦拍攝。《帝國浩劫：美國內戰》的製作預算為5,000萬美元，成為A24造價最昂貴的電影。

## 發行
《帝國浩劫：美國內戰》原先计划2024年4月26日在美國上映。后续改定2024年4月12日上映，與真實歷史上的美國內戰的開始日期相同。

## 迴響

### 評價
本片在爛番茄網站上根據397名影評人的評分，新鮮度達81%，平均得分7.5／10。該網站的共識評論：「《帝國浩劫：美國內戰》設計上棘手且令人不安，以扣人心弦的視角近距離觀察深陷水深火熱的國家，此時的不安定生活是如此劇烈。」在Metacritic網站上，電影根據64名影評人的評分，取得75分（滿分100），象徵「普遍好評」。

### 票房
| 上一届： 《哥吉拉與金剛：新帝國》 | 2024年美國週末票房冠軍 第15-16週 | 下一届： 《挑戰者》            |
| 上一届： 《最後一英里》           | 2024年日本週末票房冠軍 第40週    | 下一届： 《室井慎次 不败之人》 |

## 外部連結
- 互联网电影数据库（IMDb）上《帝國浩劫：美國內戰》的资料（英文）
- 爛番茄上《帝國浩劫：美國內戰》的資料（英文）
- AllMovie上《帝國浩劫：美國內戰》的资料（英文）
- Metacritic上《帝國浩劫：美國內戰》的資料（英文）
- Box Office Mojo上《帝國浩劫：美國內戰》的资料（英文）
- 開眼電影網上《帝國浩劫：美國內戰》的資料（繁體中文）
- 豆瓣电影上《帝國浩劫：美國內戰》的資料 （简体中文）